# Варца
Варца (нем. Warza) — община в Германии, в земле Тюрингия.
Входит в состав района Гота. Подчиняется управлению Миттлерес Нессеталь.  Население составляет 714 человек (на 31 декабря 2010 года). Занимает площадь 6,49 км².